# Ptilostemon stellatus
Ptilostemon stellatus là một loài thực vật có hoa trong họ Cúc. Loài này được (L.) Greuter miêu tả khoa học đầu tiên năm 1967.